# Música industrial
Música industrial é um gênero de música que se baseia em sons e temas ásperos, mecânicos, transgressivos ou provocativos. AllMusic define música industrial como a "fusão mais abrasiva e agressiva de rock e música eletrônica" que foi "inicialmente uma mistura de experimentos eletrônicos de vanguarda (música de fita, musique concrète, ruído branco, sintetizadores, sequenciadores, etc.) e provocação punk".
O termo foi cunhado em meados da década de 1970 com a fundação da Industrial Records por membros do Throbbing Gristle e Monte Cazazza. Embora o nome do gênero tenha se originado com o surgimento do Throbbing Gristle no Reino Unido, artistas e gravadoras vitais para o gênero também surgiram nos Estados Unidos e em outros países.
Os primeiros artistas industriais experimentaram ruído e temas esteticamente controversos, musicalmente e visualmente, como fascismo, perversão sexual e ocultismo. Músicos industriais proeminentes incluem Throbbing Gristle, Monte Cazazza, SPK, Boyd Rice e Cabaret Voltaire. No álbum de estreia de Throbbing Gristle de 1977, The Second Annual Report, eles cunharam o slogan "música industrial para pessoas industriais". A cena da música industrial também se desenvolveu fortemente em Chicago, com o Wax Trax! Records em um ponto liderando a cena da música industrial. Os estilos precursores que influenciaram o desenvolvimento do gênero incluíram musique concrète dos anos 1940 e fontes variadas de world music, além de bandas da era do rock como Faust, Kraftwerk e The Velvet Underground. Os músicos também citam escritores como William S. Burroughs e JG Ballard, e artistas como Brion Gysin, como influências.

## História

### Primeira geração: Música concreta e contemporânea (1940-1960)
Pode se dizer que os pioneiros do que se consideraria industrial no futuro foram os compositores da música concreta e futurista. Formado por compositadores eruditos e com um posicionamento de vanguarda (avant-garde), estes movimentos permaneceram em contato direto com o experimentalismo e a desconstrução sonora.
A partir dos elementos presentes no final da música modernista e início da contemporânea, acabou se iniciando as primeiras apresentações de música eletrônica. Já durante os anos 50, começou a se propagar o conceito de drones, perpetuado por La Monte Young. Os representantes mais notáveis da primeira geração foram Luigi Russolo, Pierre Boulez, Karlheinz Stockhausen, Edgar Varese, entre outros.

### Segunda geração: Krautrock e Pós-punk (1960-1980)
Influenciados pela geração avant-garde e pelo rock progressivo da época, alguns compositores resolveram divulgar a música experimental através de grupos de rock.
Silver Apples foi uma das bandas pioneiras deste cenário, assim como a cena do krautrock com o Neu!, Kluster e o influente Kraftwerk. Estas bandas desbravariam o conceito de música experimental através da música popular. Algumas décadas depois, bandas no início do pós-punk (e algumas até anteriores a ela) também se interessaram pelo ruído e o experimentalismo eletrônico, como o Pere Ubu, Suicide, Killing Joke e o Clock DVA.

### Terceira geração: Música Industrial (1970-1980)
A terceira geração surgiu a partir do momento que o termo "música industrial" foi cunhado e passando finalmente a ser considerado um autêntico gênero musical. O nome "Industrial Music for Industrial People"  foi definido por Monte Cazazza para representar o selo independente do Throbbing Gristle, levando a ideia de uma música criada para uma nova geração de pessoas, sendo toda a anterior, "agricultural". Depois de um tempo, porém, ele foi reinterpretado como se representasse uma "estética industrial".
Surgiu assim uma série de compositores que adotaram este gênero como o próprio Throbbing Gristle, Einstürzende Neubauten, Test Dept e a primeira fase do Cabaret Voltaire. A produção desses artistas não se limitava à música, mas também incluía performances, instalações e arte gráfica.
Logo depois, durante os anos 80, também se firmou o sub-gênero do noise\harsh noise voltado para uma abordagem mais direta e ultra-minimalista (o gênero ficava entre o puro ruído da distorção e a microfonia extrema). A cena se fortaleceu muito no Japão, com artistas como Merzbow e Masonna.

### Quarta geração: Crossovers e o Pós-Industrial (1990-2000)
Esta geração, talvez a mais popular, se iniciou a partir da fusão de gêneros e seu encaminhamento para o mainstream. Alguns destes crossovers já haviam sido inventados em décadas anteriores, mas agora elas atingiriam de fato o grande público.
Incluí-se misturas do industrial com a música dançante e o synthpop, conhecido como EBM e representada por bandas como Skinny Puppy, Front 242 e Nitzer EBB. Já outras bandas como o Atari Teenage Riot resolveram misturar o industrial com o hardcore techno. Outros preferiram se aprofundar na música ambiente, ficando conhecida como isolationism ou dark ambient.
A fusão mais popular de todas sem dúvida foi o rock industrial, cujo maiores representantes são o Nine Inch Nails, Marilyn Manson, e o antigo Killing Joke, Outro termo, ainda mais controverso, seria o metal industrial de bandas como KMFDM, Ministry e Rammstein.

### Quinta geração: Do experimental ao pop (2000-atualmente)
Com os crossovers em alta e a sua adaptação ao mainstream, foi notório a perda dos valores experimentais dentro do gênero. Logo o metal industrial passou a ser considerado "rock com qualquer tipo de música eletrônica", um termo extremamente controverso considerando que as raízes do industrial não se encontram na música popular e sim no experimentalismo e na desconstrução, afirmando que certas bandas poderiam ser mais encaixados no termo new metal do que no industrial em si. Esta questão passou a ser debatida ao se observar as características de bandas como Rammstein e Marilyn Manson, que possuíam poucas relações com o termo de origem. Outros fãs porém, são mais saudosistas com os novos grupos, destacando-se Celldweller, Dope, Static-X, Deathstars, entre outros.

### Sexta geração: Círculos fechados (1980-atualmente)
Com a possível banalização do termo "industrial" pelos gêneros de fusão e outras subculturas (como roqueiros e góticos), muitos dos ditos amantes da música industrial decidiram isolar-se completamente do que para eles seria o sequestro do industrial pela chamada indústria cultural, sendo assim, esta geração enfatiza uma séria de princípios bem como uma segregação total da cena industrial em relação a qualquer outra e a ultravalorização do espírito contracultural da música industrial, sendo expressa tanto no experimentalismo e no espírito vanguardista bem como em ações diretas.
Tal cena circunda os estilos mais extremos da música industrial, os quais evoluiram diretamente da música industrial original, sendo os principais o power electronics das bandas Genocide Organ e Suttcliffe Jugend, e o death industrial de bandas como o Grey Wolves. Tais estilos são evoluções naturais da música industrial não tendo contato com nenhuma outra cena, seja eletrônica ou rock.
A partir de 2004, no cenário do industrial dançante,  as versões mais pop do EBM como o futurepop começam a despencar, essa queda é seguida do surgimento do industrial hardcore (mistura de gabber e frenchcore com o industrial), technoid (meslca de IDM com noise rítmico) e o anhalt EBM (EBM com fortes influências punk rock/oi!)

## Temática
Os envolvidos na cultura industrial sempre professaram interesse nos aspectos "reprimidos" da cultura, muitas vezes em forma de crítica ou táticas de choque. A cena é intimamente ligada à movimentos de "contracultura" e geralmente se constituí de posturas que vão além da música.
Temas recorrentes no industrial e seus desdobramentos incluem a tecnologia, estética militar, miséria, atrocidades e táticas de choque envolvendo ocultismo, sexualidade e política. Desde a época do futurismo e das máquinas de Luigi Russolo que o ruído tende a ser considerado um reflexo da sociedade pós-moderna, seja como uma exaltação ou como um distúrbio frente ao futuro e a civilização ocidental.
Apesar da forte identificação que os ruídos exercem no imaginário popular pelo seu caráter expressionista (representando elementos como depressão, raiva ou medo) o ruído do industrial também pode ser identificado de forma positiva, como um método de meditação, filosofia musical ou o simples prazer pela abstração e pelo concretismo sonoro.
Mesmo assim, uma parte marcante da temática seja do industrial como de suas variantes (EBM, rock) se encontra em temas lúgubres como magia negra, serial killers e sexualidade "desviante", o que é bem explicado por Stephen "Mal" Mallinder, do Cabaret Voltaire: "O que a sociedade rejeita é o que ela mais ama".  O álbum Children of God (1987), do The Swans é dedicado a um culto hippie do mesmo nome, que misturava religiosidade à sexualidade. Já o The Process (1996), do Skinny Puppy, é um álbum conceitual sobre o Process Church of the Final Judgement, um culto baseado na cientologia e na psicologia individual de Alfred Adler. O Process Church pregava a união dos opostos: Jesus Cristo e Lúcifer, bem e mal. O culto foi de mal à pior quando conectado com a "Família Manson" (liderada pelo infame Charles Manson) e ao psicopata David Berkowitz, conhecido na imprensa americana como "Son of Sam" .
Tambem são abordados questões relacionadas à desconfiança geral no tocante das religiões organizadas. Como disse Al Jourgensen, líder do Ministry: "Religion is all about control - it's one giant, false life insurance policy. Pay us money now, we'll promise you'll have a good afterlife". O que não necessariamente se identifica como um ódio generalizado às religiões em si.

## Controvérsias

### Apologia ao totalitarismo
Apesar de não ser via de regra, a cena industrial se tornou notória por sua proximidade com vertentes extremas da política, como fascistas (de direita) e marxistas-leninistas (de esquerda). A razão para isso é variada, alguns na verdade são libertários e não apoiam nenhuma dessas vertentes (mas utilizam essa estética como tática de choque), outros genuinamente aderem a determinada postura e se aproveitam do caráter agressivo do industrial para divulgá-las. Ainda há aqueles que simplesmente não se importam com qualquer questão política e preferem ignorá-las por completo.
A banda alemã Rammstein foi o centro de uma controvérsia desse tipo em 1998. A banda usou no clipe de "Stripped" imagens de Olympia, um documentário das Olimpíadas de 1936 feito por Leni Riefenstahl (1902-2003). Conterrâneos do Rammstein criticaram a banda pelo uso dessas imagens. "Ainda estou esperando uma justificativa", disse Alec Empire, fundador do Atari Teenage Riot. "Meu avô morreu num campo de concentração e não acho isso nada engraçado".

### O Massacre de Columbine
Depois do massacre de Columbine, grupos como Marilyn Manson, Rammstein, Nine Inch Nails e KMFDM foram culpados pela tragédia. A extensão do dano feito devido ao massacre de Columbine na cena industrial norte-americana é difícil de ser medido: os góticos foram (e ainda são) perseguidos pelo país inteiro. Esse tipo de perseguição tem uma implicação direta para os fãs da música industrial, já que muitas pessoas assumem (erroneamente) que os rivetheads são uma sub-tribo gótica ou simplesmente os confundem com Cibergóticos.

O problema ainda se estendeu ao descobrir que os atiradores eram fãs do game de computador Doom, na época controverso pelo nível de violência gráfica. John Carmack, um dos principais desenvolvedores do jogo, era fã de Nine Inch Nails e convidou Trent Reznor para gravar a trilha de seu próximo projeto, Quake. Trent Reznor por sua vez também se declarou fã de Doom e disse já ter atrasado a turnê Self-Destruct por conta do game.

## Subgêneros
Desde que começou, a música industrial vêm se fragmentando, produzindo uma dezena de subgêneros. Por serem extremamente extensos, alguns consideram não ser necessário a criação de tantos grupos, já que todos podem ser considerados "industriais" de qualquer maneira.

### Noise
O noise (em inglês:  ruído ou barulho) têm um nome auto-explicativo. Surge oficialmente com o NON (projeto de Boyd Rice). Seu trabalho é seguido de perto pelo italiano Maurizio Bianchi e os ingleses do Whitehouse. O Meca do estilo é o Japão; de lá saem o Merzbow e o Masonna, seguidos de bandas que aproximaram o estilo do rock (Melt Banana, Boredoms, entre outros).

### EBM
O EBM (electronic body music) é uma junção da música industrial com o synthpop, auxiliada por uma leva de novas tecnologias musicais/digitais mais acessíveis, surgidas nos anos 1980: os samplers, os sintetizadores baratos da Yamaha e o protocolo MIDI. Os representantes mais conhecidos desse gênero são o Nitzer Ebb, Front 242 e até mesmo o Kraftwerk.

#### Futurepop
Surgido em meados dos anos 1990, é uma mistura de synthpop oitentista, trance europeu dos anos 1990 e EBM "old school". Alguns destaques do gênero: The Covenant, VNV Nation e Apoptygma Berzerk.

#### Harsh EBM
Conhecido por harsh EBM, terror EBM ou hellektro, é mais um subgênero de EBM contemporâneo que atualiza o som frio e mecânico do Front 242 enxertando-o com os vocais guturais e a bateria eletrônica distorcida do Skinny Puppy. Nas letras, a volta da temática paranóica e pessimista da EBM dos anos 1980. O Hocico, Suicide Commando e Combichrist são as bandas mais populares do gênero.

### Rock industrial
Paralelo ao surgimento da música industrial, o pós-punk produziu muitas bandas que viriam a ser extremamente influentes as futuras gerações da música industrial. Um exemplo é o death disco do grupo PIL, uma mistura tensa de dub, krautrock e música disco. Podemos também citar, da mesma geração, o punk ácido do Chrome, o rock esquizóide do Pere Ubu ou a depressão em forma de música que é o Joy Division.
A segunda geração do pós-punk, no entanto, foi a que realmente mereceu o título de rock industrial. Dela saíram o  Cabaret Voltaire, Killing Joke, Skinny Puppy e, mais tarde, o Young Gods e o Nine Inch Nails.

### Isolationism
Também conhecido como dark ambient e parte do pós-industrial, é a junção da música ambiente, criada por Brian Eno, e a música industrial original. Os primeiros discos do gênero datam do início da década de 1980. Alguns destaques do estilo: Lull, Final, :ziovet*france, Nocturnal Emissions, Lustmord' e Scorn.

### Neofolk
A partir da segunda geração da música industrial, surgem artistas que transmutam a "filosofia" desse estilo para um contexto folk.

### Metal industrial
Se diz com frequência que o metal industrial é somente a junção do heavy metal com a música industrial. Porém é mais complexo que isso: no metal industrial cabem também o pós-punk, o hardcore punk, o rock alternativo, o death metal e, mais recentemente, o hip-hop e o drum and bass. Alguns preferem identificar o estilo apenas como Nu metal e não industrial em si, sendo que alguns grupos não tem quase nenhuma relação com o termo original.
Alguns grupos proeminentes são:
| - Rammstein - Nine Inch Nails - Filter - Ministry - Pitchshifter - Fear Factory - Static-x | - Marilyn Manson - Godflesh - Spineshank - Orgy - KMFDM - White Zombie - Oomph! |

#### Neue deutsche härte
Surgido na Alemanha, é uma mistura de metal com hardcore punk e, em alguns casos especiais, batidas techno. A maioria das letras são escritas em alemão".
A neue deutsche härte (em alemão:  nova dureza alemã) foi lançada pelo Oomph!, com seu primeiro disco em 1992.

#### O termocrossovere sua validade para a música industrial
O metal industrial é às vezes chamado de crossover. A origem dessa tendência talvez venha de uma declaração do Sasha Konietzko do KMFDM, ele disse que o grupo alemão fazia uma espécie de "industrial-electronic-crossover-rock". Numa matéria para a Revista Bizz, Enéas Neto chama o Revolting Cocks e o Ministry de "crossover techno-metal". Outros grupos mais recentes de metal industrial da Alemanha - conhecidos coletivamente como o neue deutsche härte - se chamam (ou são chamados) de "crossover". Alguns exemplos: Megaherz, Eisbrecher, Oomph!  e Tanzwut .
Num sentido mais amplo, um crossover é "a apropriação de um estilo (especialmente na música popular), combinando-o com elementos de diferentes gêneros para fazê-lo mais palatável ao grande público" . No contexto do rock underground, a sua assepção original, o crossover thrash, era a mistura de hardcore punk com thrash metal que grupos como Dirty Rotten Imbeciles, S.O.D. e Agnostic Front promoviam em meados dos anos 1980. A intenção deles também era atingir um público maior: o público do metal . Baseados na sua definição original, há quem conteste o uso do termo crossover para rotular bandas de rock / metal industrial.

### Movimentos artísticos
- Expressionismo
- Futurismo
- Dadaísmo
- Surrealismo
- Fluxus

### Tribos urbanas relacionadas
- Rivetheads
- Geração Beat
- Punk
- Gótico

## Discografia
A lista abaixo tem alguns lançamentos de importância histórica no gênero:
- Throbbing Gristle: 20 Jazz Funk Greats: 1979
- Killing Joke: Killing Joke: 1980
- Cabaret Voltaire: Red Mecca: 1981
- Test Dept: Beating a Retreat: 1984
- Einstürzende Neubauten: Halber Mensch: 1985
- The Young Gods: Envoyé (compacto de 12 polegadas): 1986
- Nitzer Ebb: That Total Age: 1987
- Ministry: The Land of Rape and Honey: 1988
- Skinny Puppy: Rabies: 1989
- Nine Inch Nails: The Downward Spiral: 1994